# Žižkův stůl (Rosnice)
Žižkův stůl je pomník v podobě pylonu, jenž se nalézá na návrší nad obcí Rosnice na místě, na kterém podle místní tradice pobýval v roce 1423 Jan Žižka z Trocnova v čele orebitského vojska. Od pomníku je široký rozhled po bojišti bitvy u Hradce Králové z Prusko-rakouské války v roce 1866. Pomník byl vystavěn roku 1886 nechanickým Sokolem a od 27. 1. 1992 je chráněn jako nemovitá kulturní památka ČR.

## Popis
Památku tvoří plochý čtverhranný zatravněný kopeček tzv. Žižkův stůl, v jehož rozích rostou 4 lípy a uprostřed stojí pískovcový pomník ve tvaru komolého jehlanu s kamenným kalichem na vrcholu stojící na třístupňovém soklu zakončeném římsou.
Na čelní straně soklu je nápis: "Na tomto místě tábořil Jan Žižka z Trocnova roku 1423". Na zadní straně je nápis: "Pořízen péčí Sokola Nechanického, odhalen 29.srpna 1886".